# 148780 Altjira
148.780 Altjira /ælˈtʃɪrə/ là một thiên thể vành đai Kuiper cổ điển (cubewano) đôi. Thành phần thứ hai, S / 2007 (148780) 1, là lớn khi so với thành phần thứ nhất, 140 kilômét (87 mi) so với 160 kilômét (99 mi). Đường cong ánh sáng của Altjiran khá phẳng (Δmag < 0,10), biểu thị cho một "vật thể gần như hình cầu có bề mặt đồng nhất ".
Quỹ đạo của vệ tinh của nó có các tham số sau: bán trục chính 9.904 ± 56 km; chu kỳ quỹ đạo 139.561 ± 0,047 ngày; độ lệch tâm 0,3445 ± 0,0045; độ nghiêng 35,19 ± 0,19° (nghịch hành). Tổng khối lượng hệ thống khoảng 4 × 1018 kilôgam.
Nó được đặt theo tên của vị thần sáng thế của người Arrernte là Altjira, người đã tạo ra Trái Đất trong thời đại mộng mơ và sau đó quay về bầu trời.